# Челюстноустни
Челюстноустни (Gnathostomulida, на гръцки: gnath – „челюст“ и stoma – „уста“) са билатерално симетрични, несегментирани, полупрозрачни, цилиндрични, червеобразни морски животни.

## Морфология
Тялото е покрито със слой епидермални клетки като всяка от тях има по една ресничка. В главовия си край имат твърди и дълги реснички, които имат чувствителна функция. Устното отвърстие е разположено на коремната част. Дължината на тялото варира от 0,3 до 3 mm. Макар и безцветни, някои видове имат яркочервен цвят.
Храносмилателната система се състои от глътка, която преминава в мускулеста глътка с базална пластинка и чифт челюсти. Храносмилането протича в големи клетки, които обкръжават телесната кухина. Нямат анус, дихателна и кръвоносна система. Отделителната система е недобре проучена. Нервната система лежи под епидермиса и представлява концентрирани нервни клетки в предния край на тялото. Част от тях са концентрирани в главов и подглътъчен ганглии.
Челюстноустните са хермафродитни животни. Мъжките органи са разположени в задната част на тялото. Състоят се от един или чифт сдвоени тестиси и копулаторен орган (пенис). Сперматозоидите се съхраняват между червата и епидермиса или в специално образувание наречено бурза. При всички видове яйчникът е един и се намира дорзално зад устата. Във всеки един момент в тях има по едно голямо оплодено яйце, което преминава през телесните стени в околната среда.

## Произход и систематика
Произходът и връзките с други типове животни е недобре проучен. По морфологични признаци челюстноустните са подобни на представителите от тип Nematoda. По строежа на глътката и наличието на чувствителен орган наподобяват на други типове псевдоцеломни червеи – ротиферии и гастротрихи.
Челюстноустните включват два класа обединяващи около 100 познати вида. Вероятно има още десетки неописани видове:
- Macrodasyida – включва 3 семейства.
- Chaetonotida – включва 22 семейства.

## Екологични характеристики
Челюстноустните са морски животни, които имат висока популационна плътност в екосистемите. Живеят в морската тиня при анаеробни условия. Хранят се с бактерии и морски гъбички. Обикновено се срещат в плитки участъци до 400 m на места с развита мангрова растителност и коралови рифове. Обикновено предпочитат обитания с високо ниво на сероводород.
Те са широко разпространени, но в северния атлантик и южния пасифик концентрацията на видовете е по-голяма.